# Guaracava-de-barriga-amarela
Elénia-de-barriga-amarela ou guaracava-de-barriga-amarela (Elaenia flavogaster) é uma ave de pequeno porte da família Tyrannidae. Essa espécie se reproduz desde o sul do México e Península de Yucatán através das Américas Central e do Sul até o norte da Argentina, e em Trindade e Tobago.

## Descrição

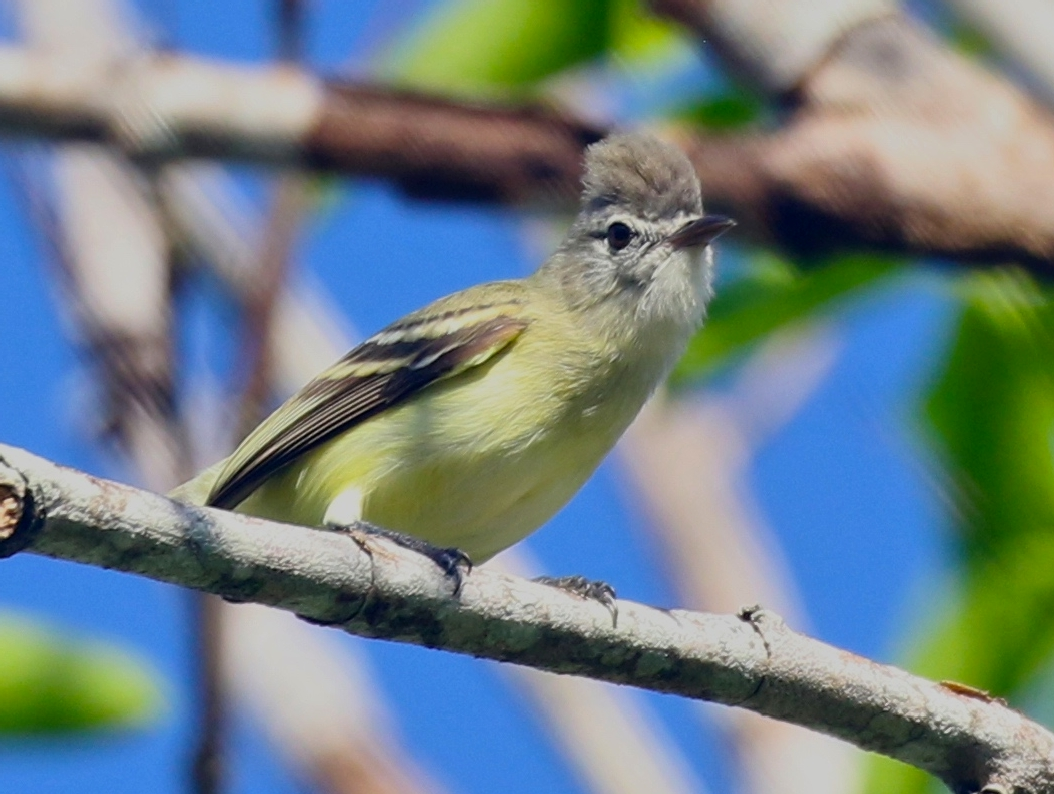
Anton, Panamá

Os adultos medem 16,5 cm de comprimento e pesam 24 g. São marrom-oliva por cima, possuem anel periocular branco, uma espessa crista dividida e na divisão uma coroa branca. A garganta é pálida e o peito acinzentado, tendo a barriga amarelo-pálida.

### Subespécies
São reconhecidas quatro subespécies:
- Elaenia flavogaster subpagana – Sclater, PL, 1860: ocorre desde o sudeste do México até a Costa Rica e na Ilha de Coiba, Panamá
- Elaenia flavogaster pallididorsalis – Aldrich, 1937: ocorre no Panamá
- Elaenia flavogaster flavogaster – Thunberg, 1822: subespécie nominal, ocorre  em Colômbia, Venezuela, Trinidad, no sul das Pequenas Antilhas, Guianas, Brasil exceto no centro e no oeste do Amazonas, sudeste do Peru, Bolívia, Paraguai e nordeste da Argentina
- Elaenia flavogaster semipagana – Sclater, PL, 1862: ocorre no sudoeste da Colômbia, oeste e leste do Equador e noroeste do Peru

## Habitat e comportamento
É uma ave comum em bosques semi-abertos, arbustos, jardins e áreas de cultivo. A guaracava-de-barriga-amarela é uma ave barulhenta e conspícua que se alimenta de frutos silvestres e insetos. Esses últimos sendo geralmente apanhados no ar em voos rápidos a partir de um poleiro e, às vezes, apanhados em plantas. A espécie também se junta ocasionalmente a bandos mistos, normalmente ficando a alguma distância nas árvores.
Faz um ninho em forma de xícara e põe dois ovos cor creme com manchas avermelhadas na extremidade maior. A fêmea os incuba por 16 dias, com aproximadamente o mesmo período até o nascimento. Mamíferos onívoros tão pequenos quanto o sagui-de-tufos-brancos (Callithrix jacchus) saqueiam avidamente ninhos de guaracava-de-barriga-amarela na vegetação rasteira - talvez com mais frequência durante a estação seca quando os frutos são escassos - apesar das tentativas das aves de defender sua prole.

## Conservação
A guaracava-de-barriga-amarela é uma ave comum e de grande distribuição, não considerada ameaçada pela IUCN.